# Bernardino de Almansa Carrión
Bernardino de Almansa Carrión (6 de julho de 1579 - 26 de setembro de 1633) foi um prelado católico romano que serviu como arcebispo de Santafé en Nueva Granada de 1631 a 1633 e arcebispo de São Domingos de 1629 a 1631.

## Biografia
Bernardino de Almansa Carrión nasceu em Lima, Peru. Em 17 de setembro de 1629, foi nomeado pelo Rei da Espanha e confirmado pelo papa Urbano VIII como Arcebispo de São Domingos. Recebeu a consagração episcopal em dezembro de 1629, no Colégio Dona Maria d'Aragão em Madrid, por Dom Juan Bravo Lagunas, Bispo de Ugento. Foi selecionado pelo Rei da Espanha e confirmado por Urbano VIII em15 de dezembro de 1631 como arcebispo de Santafé en Nueva Granada, onde serviu até sua morte.

Enquanto arcebispo, foi o principal consagrador de Luis Córdoba Ronquillo, Bispo de Cartagena (1631).